# Hollendonner Ferenc
Hollendonner Ferenc (Csehi, 1882. október 10. – Budapest, 1935. április 10.) botanikus, paleontológus, műegyetemi tanár.

## Életpályája
Hollendonner Ferenc és Vas Erzsébet fia. A budapesti tudományegyetemen szerzett középiskolai tanári, valamint és bölcsészdoktori oklevelet 1907-ben. Ez követően 1914-ben az ipari fák általános szövettanából, 1922-ben pedig az összehasonlító növényszövettanból nyert magántanári képesítést. 1905–1922 között a József Műegyetem Növénytani Tanszékének tanársegéde volt, 1914–1935 között pedig az intézmény magántanára. Ezzel egyidejűleg 1922–1935 között a Pázmány Péter Tudományegyetemen is tanított. 1917–1921 között a budapesti Markó utcai Reálgimnázium, 1927–1929 között a budapesti polgári iskolai tanárképző iskola, 1929–1935 között pedig a budapesti Kölcsey Ferenc Reálgimnázium rendes tanára volt.
Megalapította a korszerű magyar növényszövettant. Kidolgozta az elszenesedett fák mikroszkópos vizsgálatának (az anthrakotomiának) módszereit és ennek köszönhetően fontos következtetéseket vont le a magyarországi faszénmaradványokból a Magyarország területén élt ősember korának növényzetérc és éghajlati ingadozásaira vonatkozóan. Több ásatás famaradványait feldolgozta, köztük a Bükk hegységi barlangokét.

## Emlékezete
A Rákoskeresztúri Temetőben helyezték örök nyugalomra. 2005-ben sírhelyét védetté nyilvánította a Nemzeti Emlékhely és Kegyeleti Bizottság védetté nyilvánította. Szülőfalujában, Csehiben is emlékművét állították fel.

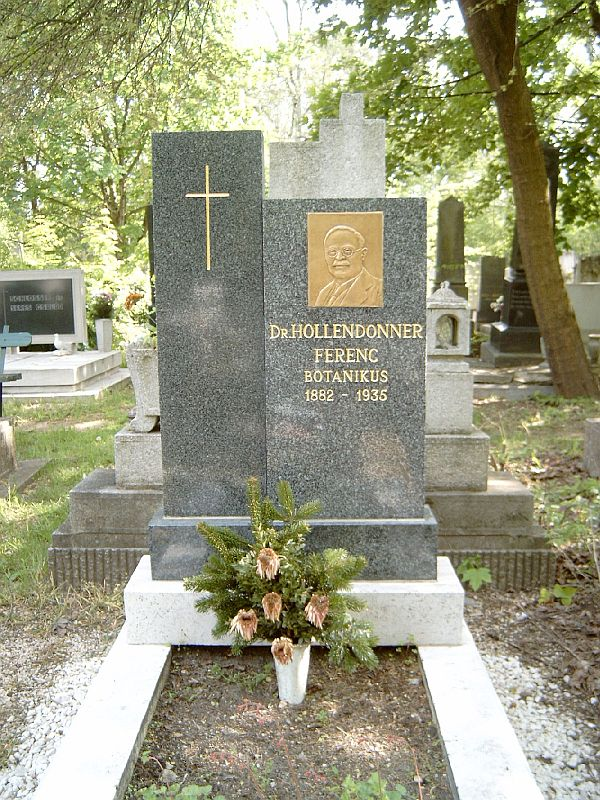
Sírja Budapesten. Új köztemető: 33/4-1-31.

## Fontosabb művei
- A káposzta megsavanyodása. – A szárított növények színének megtartása. – A trópusi fák lombváltása. (Természettudományi Közlöny, 1904)
- Néhány Evonymus parájának histológiai fejlődése. Egy. doktori értek. is. (Növénytani Közlemények, 1907 és külön: Bp., 1907)
- Az Alyssum arduini szárának anatómiájáról. (Természettudományi Közlöny, 1908 és Botanikai Közlemények, 1908)
- Új adatok a luc- és vörösfenyő fájának összehasonlító szövettanához. (Mathematikai és Természettudományi Értesítő, 1911 és külön: Bp., 1911)
- A Biota orientalis Endl. és Thuja occidentalis L. fájának histológiai megkülönböztetése. (Botanikai Közlemények, 1912)
- A cserfa és tölgyfa fájának megkülönböztetése. Fái Lászlóval, Róth Gyulával. (Természettudományi Közlöny, 1912)
- A fenyőfélék fájának összehasonlító szövettana. Monográfia. 40 táblával, 192 anatómiai rajzzal. Az Országos Erdészeti Egyesület Deák Ferenc-alapítványából 100 arannyal jutalmazott munka. (Bp., 1913)
- Martinovics és társai kiásatásakor talált fadarabok vizsgálata. – Lucaszékek xylotomiai vizsgálata. (Botanikai Közlemények, 1915)
- A fák keménysége. – A növényi selyem. – A fűz- és a nyárfa magjain levő szőrözet felhasználása ipari célokra. (Természettudományi Közlöny, 1915)
- A kutyatej-félék kaucsuktartalma. – A gyapjúsás [Eriophorum] ipari használhatósága. – A tengeri fű. – A kávébóka (Astragalus boeticus) L. mint pótkávé. – A fa tápláló értéke. (Természettudományi Közlöny, 1916)
- Az aquincumi római hordók és kútrészek fája. (Botanikai Közlemények, 1916)
- A fák és vadon termő növények olajtartalma és ipari felhasználása. – A hazai tölgyek levél- és ággubacsainak felhasználása ipari célokra. Természettudományi Közlöny, 1917)
- Az aquincumi római szövet anyaga. (Botanikai Közlemények, 1917)
- A paprika feldolgozása. – A vadgesztenye felhasználása szappan pótlására. – Dextrin készítése vadgesztenyéből. – Keményítő készítése vadgesztenyéből. (Természettudományi Közlöny, 1918)
- Növényi szenek elszenesítése és fotografálása. (Botanikai Közlemények, 1922)
- A gyékény mint cukoradó növény. – A Franck-kávé és készítése. – A fa elfolyósítása. (Természettudományi Közlöny, 1922)
- A sajmeggy felhasználása kellemes illatú pipaszárak készítésére. – Pótkávé készítése cukorrépából. (Természettudományi Közlöny, 1923)
- A magyarországi praehistorikus fák és faszenek mikroskopos vizsgálata. 1–2. (Mathematikai és Természettudományi Értesítő, 1925 és külön: Bp., 1925)
- A cellulóz és a fa újabb kettősfestése. (Botanikai Közlemények, 1925)
- Az avasi praehistorikus faszenek mikroszkopikus vizsgálata. 2 táblával. (Mathematikai és Természettudományi Értesítő, 1926; és külön: Bp., 1926; 2. jav. kiad. 1931)
- A Magyar Nemzeti Múzeum gróf Vigyázó ásatásai. Az 1931. évi ságvári ásatások eredménye. Többekkel. (Archaeologiai Értesítő, 1931)
- A kőszeg-pogányvölgyi lignit mikroszkopikus vizsgálata. 2 táblával. (Mathematikai és Természettudományi Értesítő, 1931)
- Az aradi vértanúk bitófáinak xylotomiai vizsgálata. (Botanikai Közlemények, 1932)
- A Bükk hegység fái az ősember idején. (A magyar orvosok és természetvizsgálók nagygyűlésének munkálatai, 1933)
- A szegedi botanikus kert artézi kútforrás famaradványainak xylotomiai vizsgálata. (Acta Biologica, 1935)
- Az Alföld őstörténelem korabeli erdeinek meghatározása anthrakotomiai vizsgálatok alapján. 1 táblával. (Mathematikai és Természettudományi Értesítő, 1935)
- A táborhegyi sír maradványának mikroszkopikus vizsgálata. (Bp., 1935)
- A cserépfalusi Mussolini-barlang. Subalyuk. (Geologica Hungarica, 1938).